# 朝日野駅
朝日野駅（あさひのえき）は、滋賀県東近江市鋳物師町にある近江鉄道本線（水口・蒲生野線）の駅である。駅番号はOR31。

## 歴史
- 1900年（明治33年）12月28日：開業[1]。

## 駅構造
単式ホーム1面1線の地上駅で、無人駅。かつては相対式2面2線のホームを有していた。

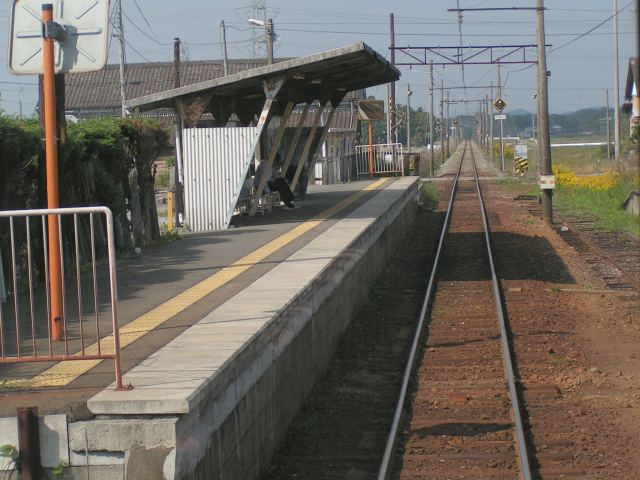
駅全景（2005年10月、列車内から）
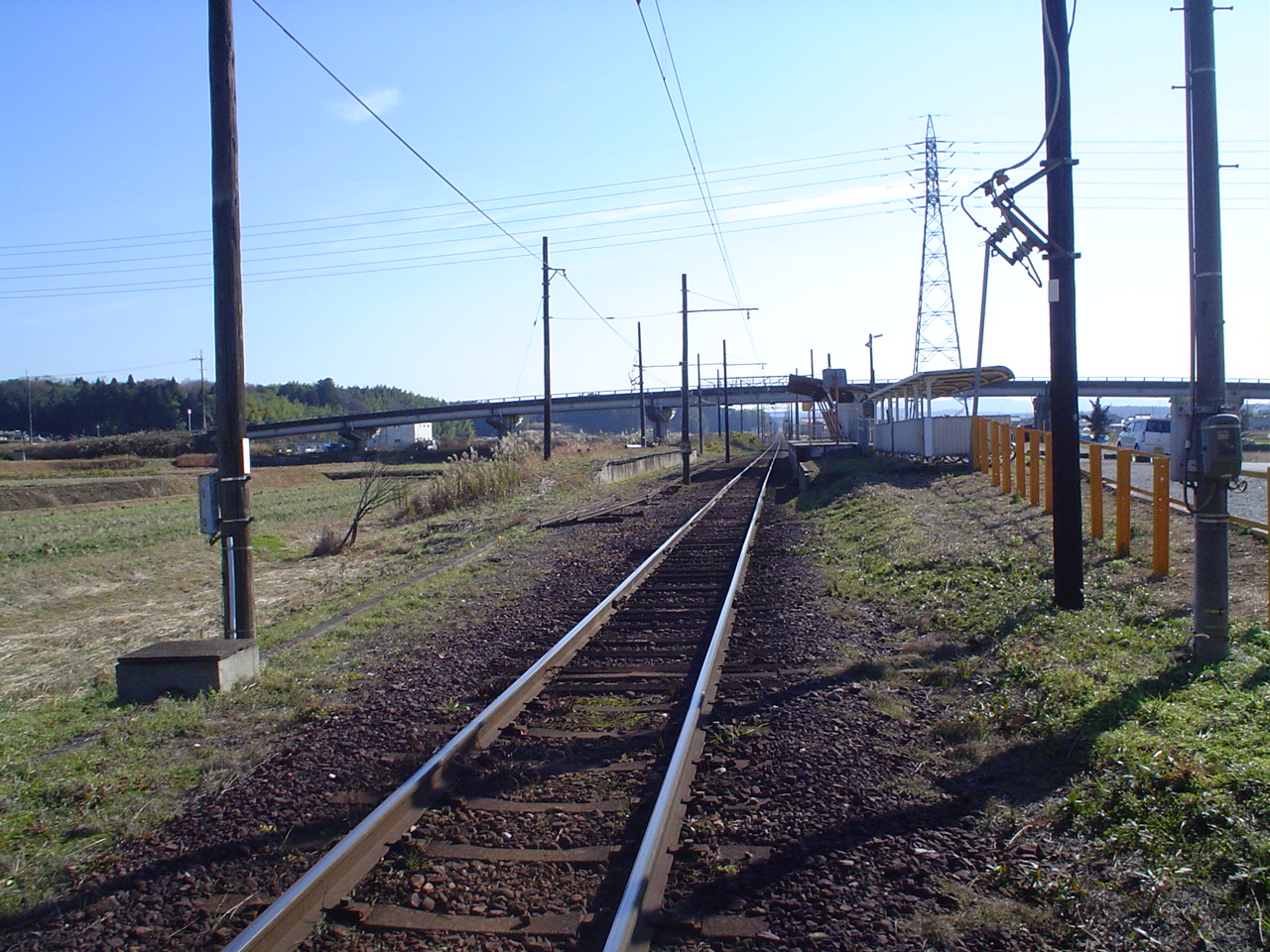
現ホーム（右）と旧ホーム跡（左）

## 利用状況
近年の一日平均乗車人員の推移は下記のとおり。(東近江市統計書より)
| 年度   | 一日平均 乗車人員 |
| ------ | ----------------- |
| 2002年 | 38                |
| 2003年 | 37                |
| 2004年 | 31                |
| 2005年 | 29                |
| 2006年 | 35                |
| 2007年 | 37                |
| 2008年 | 37                |
| 2009年 | 33                |
| 2010年 | 34                |
| 2011年 | 33                |
| 2012年 | 36                |
| 2013年 | 34                |
| 2014年 | 26                |
| 2015年 | 39                |
| 2016年 | 38                |

## 駅周辺
田園地帯となっている。集落は駅西側、竹田神社は駅東側にある。駅から東へ抜けると大谷公園に至る。
- ガリ版伝承館
- 閑松山明性寺
- 蓮行寺
- 竹田神社[3]
- 朝日野郵便局
- 滋賀県道45号石原八日市線
- 滋賀県道175号朝日野停車場線
- 御代参街道
- 近江鉄道バス「朝日野駅口」停留所 - 日八線

## タクシー路線
駅前にちょこっとタクシー「朝日野駅」停留所があり、蒲生エリア（※桜川駅と稲垂、長峰、鋳物師の各地区と石塔寺方面を巡回するエリアタクシー）が当停留所に乗り入れる（要予約）。

## その他
- 当駅のホームは蒲生郡日野町大字石原に跨っている。
- 当駅は計画中止となったびわこ空港の最寄り駅となる予定であった。

## 隣の駅
近江鉄道
■本線（水口・蒲生野線）
朝日大塚駅（OR30） - 朝日野駅（OR31） - 日野駅（OR32）

### 記事本文